# Chugoku

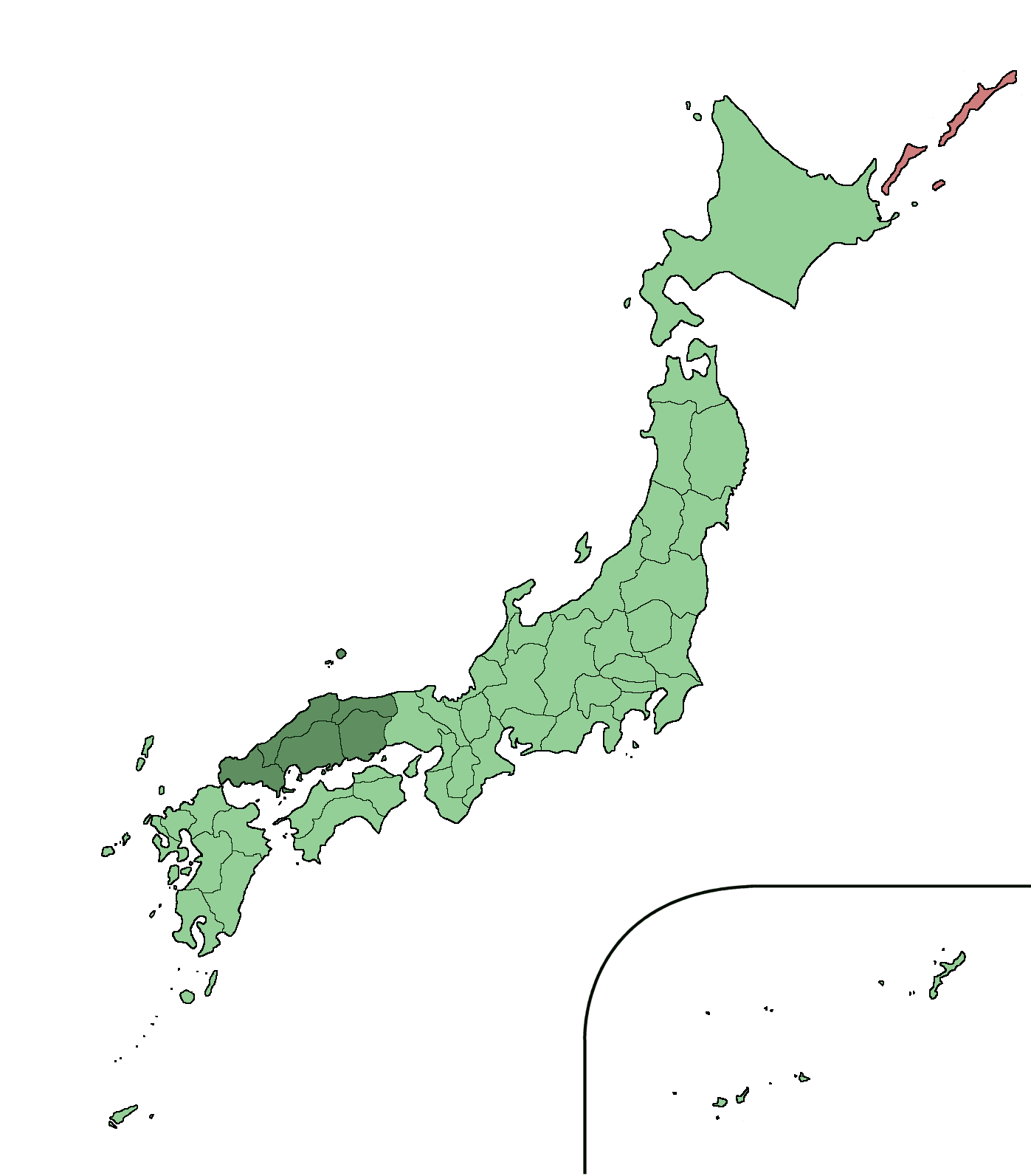
Chugoku-regionen, lägeskarta

Chūgoku (中国地方 Chūgoku-chihō) är en region som omfattar den västligaste delen av ön Honshu i Japan.
Chugoku-regionen omfattar prefekturerna Hiroshima, Yamaguchi, Shimane och Tottori. Normalt räknas också hela eller delar av Okayama dit.
Regionen karaktäriseras av oregelbundna och ganska avrundade berg och ganska små slättområden. En distinkt bergskedja, Chugokubergen, delar in regionen i en nordlig del, San'in, och en sydlig del, San'yō. San'yō är starkt urbaniserat och industrialiserat medan San'in är en betydligt mindre utvecklad och lantligare region.
Den inofficiella huvudstaden för regionen, Hiroshima, har återuppbyggts efter den fullständiga förödelsen 1945 och är nu en storstad med blomstrande industri och över en miljon invånare.
I japanska används dessutom både tecknen 中国 och uttalet Chūgoku för att säga "Kina". För att undvika den förväxlingen kallas regionen Chugoku också för San'in-San'yō.
Den australienska författaren Lian Hearn har skrivit en bokserie (sagan om klanen Otori) som utspelar sig i det gamla Chugoku.